# 메소포타미아 속주

로마 제국 포함 당시의 메소포타미아 속주

메소포타미아 속주(라틴어: Provincia Mesopotamia 프로빈키아 메소포타미아[*])는 현재의 이라크와 터키, 시리아, 쿠웨이트 지방을 일컫는 고대의 지방 이름이다. 주도는 아미다(현 터키 디야르바크르), 니시비스(현 터키 누사이빈)이다.
북쪽으로 아르메니아, 서쪽으로 시리아 속주, 남쪽으로 아라비아 반도, 동쪽으로 아시리아 속주, 페르시아에 접해 있다. 기원후 116년경 로마-파르티아 전쟁 이후 트라야누스가 정복했고, 로마의 속주가 되었다. 이곳은 118년 하드리아누스 때 폐지된다. 이후 메소포타미아 북부 속주의 형태로 재설립되었다.
후기 로마 제국의 지정학적 상황에 있어 북부 메소포타미아는 페르시아에 대한 영향력을 끼칠 수 있는 귀중한 발판이 될 수 있었다. 메소포타미아 속주는 637년까지 동로마 제국의 일부로 남아 있었다가, 637년 정통 칼리파조와의 전쟁으로 상실하게 된다.